# Хенрік Шеберг
Крістіан Генрік Рудольф Шеберг (Kristian Henrik Rudolf Sjöberg, 20 січня 1875, Стокгольм — 1 серпня 1905, Гельсінгор) — шведський спортсмен, гімнаст і студент-медик. Він брав участь як єдиний шведський учасник на літніх Олімпійських іграх 1896 року в Афінах.